# Wereldkampioenschappen schoonspringen 2023 – tienmetertoren synchroon vrouwen
Het synchroonspringen vanaf de tienmetertoren voor vrouwen tijdens de wereldkampioenschappen schoonspringen 2023 vond plaats op 16 juli 2023 in het Prefecturale zwembad van Fukuoka in Fukuoka.

## Uitslag
| Rang   | Land                | Namen                                  | Voorronde | Voorronde | Finale | Finale |
| Rang   | Land                | Namen                                  | Punten    | Rang      | Punten | Rang   |
| ------ | ------------------- | -------------------------------------- | --------- | --------- | ------ | ------ |
| Goud   | China               | Chen Yuxi Quan Hongchan                | 365,40    | 1         | 369,84 | 1      |
| Zilver | Verenigd Koninkrijk | Andrea Spendolini-Sirieix Lois Toulson | 293,22    | 3         | 311,76 | 2      |
| Brons  | Verenigde Staten    | Jessica Parratto Delaney Schnell       | 294,12    | 2         | 294,42 | 3      |
| 4      | Mexico              | Gabriela Agúndez Alejandra Orozco      | 290,70    | 5         | 291,18 | 4      |
| 5      | Japan               | Matsuri Arai Minami Itahashi           | 289,32    | 6         | 284,76 | 5      |
| 6      | Duitsland           | Christina Wassen Elena Wassen          | 273,06    | 7         | 283,08 | 6      |
| 7      | Spanje              | Valeria Antolino Ana Carvajal          | 259,83    | 9         | 280,38 | 7      |
| 8      | Canada              | Caeli McKay Kate Miller                | 292,50    | 4         | 279,93 | 8      |
| 9      | Oekraïne            | Ksenija Bajlo Sofia Esman              | 268,20    | 8         | 252,60 | 9      |
| 10     | Frankrijk           | Jade Gillet Emily Halifax              | 240,24    | 10        | 236,16 | 10     |
| 11     | Zuid-Korea          | Cho Eun-bi Moon Na-yun                 | 209,04    | 11        | 222,12 | 11     |
| 12     | Macau               | Lo Ka Wai Zhao Hang U                  | 183,87    | 12        | 160,38 | 12     |